# Cymothales mirabilis
Cymothales mirabilis is een insect uit de familie van de mierenleeuwen (Myrmeleontidae), die tot de orde netvleugeligen (Neuroptera) behoort. 
Cymothales mirabilis is voor het eerst wetenschappelijk beschreven door Gerstäcker in 1894.